# Lamlash
Lamlash är en ort i Storbritannien.   Den ligger i kommunen North Ayrshire och riksdelen Skottland, i den nordvästra delen av landet, 500 km nordväst om huvudstaden London. Lamlash ligger 8 meter över havet och antalet invånare är 1 046. Den ligger på ön Isle of Arran.
Terrängen runt Lamlash är huvudsakligen kuperad, men åt sydost är den platt. Havet är nära Lamlash österut.